# 横峰站
横峰站位于江西省上饶市横峰县岑阳镇，是沪昆铁路与峰福铁路的交界处、峰福铁路的起点站。车站建于1935年，为客货运三等站。至1986年吴家货场启用后，车站共设12条股道，站房面积312平方米。1991年横峰站新站房建成投用，2004年车站在浙赣线电气化施工中延长1站台长度，同时新建办公楼一座:160。

## 车站结构

### 站房
横峰站站房于1991年1月1日投入使用，总面积1917平方米，共设有2层。1楼设有售票厅、行李房以及工作人员休息室；2楼则设有候车区、办公区及贵宾室等设施。站房和车站站台通过1条地下通道连接:160。

### 站场
横峰站设置基本站台和侧式站台各1座，到发线2条（不含两条正线，其中下行方向正线有时会作为发到线），东侧设有沪昆上行线至峰福线的疏解线。车站货场位于站场西南侧，于1986年投入使用。货场设有3条货运装卸线、1条原煤装卸线、面积600平方米的仓库1座和2个露天货区:160。车站设有1条通往库前煤矿的专用线。
| 站房       | 售票处、候车室、行包房        |
| 侧式站台   |                               |
| 1站台      | 沪昆铁路 往上海方向（坑口站） |
| 通过线     | 沪昆铁路上行列车通过线        |
| 2站台      | 沪昆铁路下行列车通过线        |
| 岛式站台   |                               |
| 3站台      | 沪昆铁路 往昆明方向（弋阳站） |
| 5/7/9/11道 | 货车到发线                    |